# 尭化門駅 (南京地下鉄)
尭化門駅（ぎょうかもんえき）は、南京市棲霞区尭化門街道尭佳路と尭辰路の交差点にある、南京地下鉄7号線の駅である。

## 駅名
事業着手当初は南京地下鉄集団は「尭化門駅」の仮称を用いており、2019年11月28日に「尭化門駅」を駅名として第一次公示され、2020年1月18日に第一次公示のより駅名が「尭化門駅」に決定したことが発表された。

## 歴史
- 2022年12月28日7号線の駅として開業[3]。

## 駅構造

### のりば
| 番線 | 路線                       | 行先                                  | 行先          |
| ---- | -------------------------- | ------------------------------------- | ------------- |
|      | 南京地下鉄7号線 尭化門方面 | 仙新路駅 行き                         |               |
|      | 南京地下鉄7号線 尭化門方面 | 幕府山・福建路・清涼山・大士茶亭 方面 | 西善橋駅 行き |

## 隣の駅
南京地下鉄
■7号線
仙新路駅- 尭化門駅- 尭化新村駅